# David DeLuise
David Dominick DeLuise (ur. 11 listopada 1971 w Burbanku w stanie Kalifornia) – amerykański aktor i reżyser telewizyjny.

## Życiorys

### Wczesne lata
Urodził się w Burbanku w Kalifornii jako najmłodszy z trzech synów aktorki Carol Arthur (z domu Arata) i komika Doma DeLuise’a. Jego dwaj starsi bracia, Peter (ur. 1966) i Michael (ur. 1969), także zostali aktorami. Jego ojciec był pochodzenia włoskiego, a matka miała w połowie włoskie, a w połowie  niemieckie korzenie. Dorastał wśród kumpli taty Carla Reinera, Burta Reynoldsa, Mela Brooksa i Anne Bancroft. Ukończył High School of Performing Arts na Manhattanie. Pracował w stolarstwie, jako malarz domów i jako sprzedawca w sklepie z mrożonymi jogurtami.

### Kariera
Jego pierwszą rolą była postać Davida Fortunaty w komedii kryminalnej Gorący towar (Hot Stuff, 1979) w reżyserii swojego ojca. Następnie wystąpił w roli Rogera „Rogiego” Hanovera, młodszej wersji postaci granej przez jego ojca w telewizyjnym dramacie kryminalnym CBS Szczęśliwy (Happy, 1983) u boku swoich rodziców, swoich braci, Dee Wallace i Henry’ego Silvy. Grał w sitcomach NBC: Trzecia planeta od Słońca (1996–2001) jako Bug i Jej cały świat (Jesse, 1998−1999) jako Darren Warner. 
Za rolę Teda Davisa w komedii romantycznej Johna Putcha Kawaler (BachelorMan, 2003) otrzymał nagrodę jury na festiwalu filmowym w Dahlonega. Wcielił się w rolę Jerry’ego Russo w serialu Czarodzieje z Waverly Place (2007–2012) i filmie pod tym samym tytułem Czarodzieje z Waverly Place: Film (2009). Prócz tego wyreżyserował kilku odcinków serialu Czarodziejów z Waverly Place, w tym dwa w trzecim sezonie, odc. „Alex's Logo” i „Alex Russo, Matchmaker?”.

## Życie prywatne
W 1993 poznał Brigitte Bedi, z którą się ożenił we wrześniu 1994. Mają dwie córki – Riley (ur. 4 sierpnia 1993) i Dylan. W maju 2003 doszło do rozwodu. Od grudnia 2014 do 2016 był związany z Sharon Stone. 

## Filmografia
- Chili’s jako prezenter telewizyjny
- Byle do dzwonka: Lata w college’u (1993) (gościnnie – 1 odcinek)
- Nowe przygody Supermana (1993) jako opiekacz (gościnnie – 1 odcinek)
- Robin Hood: Faceci w rajtuzach (1993) jako wieśniak (film)
- Blossom (1994) (gościnnie – 1 odcinek)
- SeaQuest (1994) (gościnnie – 1 odcinek)
- Ellen (1995) (gościnnie – 1 odcinek)
- Pan Złota Rączka (1997) (gościnnie – 1 odcinek)
- Trzecia planeta od Słońca (1997) jako Bug Pollone (rola główna), (serial)
- Jej cały świat (Jesse, 1998−1999) (serial)
- Heavy Gear (2001–2002) jako Dirx (serial)
- CSI: Kryminalne zagadki Las Vegas (2001) (gościnnie – 1 odcinek)
- Uziemieni (2001) (film)
- Poszukiwana (2002) (film)
- Art Of Revenge (2003) (film)
- Kochane kłopoty (2004) (gościnnie – 1 odcinek)
- Megas XLR (2004–2005) jako Knup (rola główna) (film)
- CSI: NY (2005) (gościnnie – 1 odcinek)
- Stargate SG-1 (2005) (gościnnie – 1 odcinek)
- Detektyw Monk (2006) (gościnnie – 1 odcinek)
- CSI: Miami (2006) (gościnnie – 1 odcinek)
- Kości (2007) (gościnnie – 1 odcinek)
- Bez śladu (2007) (gościnnie – 1 odcinek)
- Czarodzieje z Waverly Place (od 2007) jako Jerry Russo (rola główna) (serial)
- Mostly Ghostly: Who Let the Ghosts Out? (2008) jako John Doyle (rola główna) (film)
- A Christmas Proposal (2008) jako Andy (film)
- Jednostka przygotowawcza (2009, TV) jako tancerz (głos)
- RoboDoc (2009) jako doktor Bonacasa (film)
- Czarodzieje z Waverly Place: Film (2009) jako Jerry Russo (rola główna) (film)
- Wizards on Deck with Hannah Montana (2009) jako Jerry Russo (crossover)
- Wampiry i świry (2010) jako Fisherman Sculley (film)

## Reżyser
- Czarodzieje z Waverly Place
  - My Tutor, Tutor (odcinek 22 – sezon 2)
  - Alex's Logo (odcinek 17 – sezon 3)
  - Alex Russo, Matchmaker? (odcinek 20 – sezon 3)
  - Zeke Finds Out (odcinek 11 – sezon 4)
  - Magic Unmasked (odcinek 12 – sezon 4)
  - Ghost Roommate (odcinek 22 – sezon 4)